# Aganosma gracilis
Aganosma gracilis är en oleanderväxtart som beskrevs av Joseph Dalton Hooker. Aganosma gracilis ingår i släktet Aganosma och familjen oleanderväxter. Inga underarter finns listade i Catalogue of Life.